# Festival de Málaga 2006
La 9.ª edición del Festival de Málaga se celebró del 17 al 25 de marzo de 2006 en Málaga, España.

## Jurados

### Sección oficial
- Imanol Arias
- Carlos Rosado
- Vicente Molina Foix
- Paco Ramos
- Cecilia Roth
- Pepe Salcedo
- Jaume Balagueró

### Sección oficial cortometrajes y Zona Zine
- Javier Limón
- Marian Aguilera
- Armando del Río
- Paco Gisbert
- Miguel Bardem

### Sección oficial documentales
- José Luis López-Linares
- Mariano Manresca
- Isaki Lacuesta

## Palmarés
- Biznaga de Oro a la mejor película: Los aires difíciles, de Gerardo Herrero
- Biznaga de Plata. Premio Especial del Jurado: AzulOscuroCasiNegro, de Daniel Sánchez Arévalo
- Biznaga de Plata a la mejor dirección: David Trueba, por Bienvenido a casa
- Biznaga de Plata a la mejor actriz: Silvia Abascal, por La dama boba
- Biznaga de Plata a la mejor actriz: Flora Martínez, por Rosario Tijeras
- Biznaga de Plata al mejor actor: Juan Diego, por El triunfo y Remake
- Biznaga de Plata a la mejor actriz de reparto: Macarena Gómez, por La dama boba
- Biznaga de Plata al mejor actor de reparto: Roberto San Martín, por La dama boba
- Biznaga de Plata al mejor guion: Daniel Sánchez Arévalo, por AzulOscuroCasiNegro
- Biznaga de Plata a la mejor música: Johnny Tarradellas, por El triunfo
- Biznaga de Plata a la mejor fotografía: Tote Trenas, por Un franco, 14 pesetas
- Biznaga de Plata al mejor vestuario: Lorenzo Caprile, por La dama boba
- Biznaga de Plata al Premio de la Crítica: AzulOscuroCasiNegro, de Daniel Sánchez Arévalo
- Premio al mejor guionista novel: Carlos Iglesias, por Un franco, 14 pesetas
- Premio del público: Un franco, 14 pesetas, de Carlos Iglesias
- Mención especial del Jurado: Estrellas de la línea, de Chema Rodríguez

### Zona Zine
- Biznaga de Plata a la mejor película: Ar meno un quejío, de Fernando de France
- Premio al mejor guion: Posdata, de Rafael Escobar & Julián Planells
- Biznaga de Plata Premio del Público: Ellos robaron la picha de Hitler, de Pedro Temboury

### Cortometrajes
- Biznaga de Plata a la mejor película: Sintonía, de José Mari Goenaga
- Biznada de Plata Premio del Jurado: Ponys, de David Planell
- Biznaga de Plata a la mejor actriz: Ana Wagener, por Morirdormirsoñar
- Biznaga de Plata a la mejor actor: Miguel Ángel Solá, por Háblame bajito
- Biznaga de Plata Premio del Público “Diario Sur”: Madres, de Mario Iglesias

### Documental
- Biznaga de Plata al mejor documental: Sueño a piñón fijo, de Rafael Benito
- Biznaga de Plata Premio del Jurado: El cerco, de Nacho Martín & Richard Iscar
- Biznaga de Plata Premio del público: Aguaviva, de Ariadna Pujol
- Mención especial: Objetivo Irak, de Rashed Radwan

## Premiados
- Premio Retrospectiva: Fernando Colomo
- Premio Málaga: Ana Belén
- Premio Ricardo Franco: Rafael Azcona